# Protocalliphora isochroa
Protocalliphora isochroa är en tvåvingeart som beskrevs av Peus 1960. Protocalliphora isochroa ingår i släktet Protocalliphora och familjen spyflugor. Inga underarter finns listade i Catalogue of Life.